# Wereldbeker skeleton 2021/2022
De wereldbeker skeleton 2021/2022 (officieel: BMW IBSF World Cup Bob & Skeleton 2021/2022) liep van 19 november 2021 tot en met 14 januari 2022. De competitie werd georganiseerd door de IBSF, gelijktijdig met de wereldbeker bobsleeën.
De competitie omvatte dit seizoen acht wedstrijden in de twee traditionele onderdelen in het skeleton, mannen en vrouwen individueel.

## Wereldbeker punten
De eerste 30 in het dagklassement kregen punten voor het wereldbekerklassement toegekend. De top 20 na de eerste run gingen verder naar de tweede run, de overige deelnemers kregen hun punten toegekend op basis van hun klassering na de eerste run. De onderstaande tabel geeft de punten per plaats weer.
| Klassering = punten                          | Klassering = punten                           | Klassering = punten                               | Klassering = punten                          | Klassering = punten                          | Klassering = punten                          |
| -------------------------------------------- | --------------------------------------------- | ------------------------------------------------- | -------------------------------------------- | -------------------------------------------- | -------------------------------------------- |
| 1e = 225 2e = 210 3e = 200 4e = 192 5e = 184 | 6e = 176 7e = 168 8e = 160 9e = 152 10e = 144 | 11e = 136 12e = 128 13e = 120 14e = 112 15e = 104 | 16e = 96 17e = 88 18e = 80 19e = 74 20e = 68 | 21e = 62 22e = 56 23e = 50 24e = 45 25e = 40 | 26e = 36 27e = 32 28e = 28 29e = 24 30e = 20 |

## Mannen

### Uitslagen
| Datum      | Plaats       | Eerste               | Tweede               | Derde                |
| ---------- | ------------ | -------------------- | -------------------- | -------------------- |
| 19/11/2021 | Igls         | Aleksandr Tretjakov  | Martins Dukurs       | Christopher Grotheer |
| 26/11/2021 | Igls         | Christopher Grotheer | Niet uitgereikt      | Niet uitgereikt      |
| 26/11/2021 | Igls         | Geng Wenqiang        | Niet uitgereikt      | Niet uitgereikt      |
| 26/11/2021 | Igls         | Matt Weston          | Niet uitgereikt      | Niet uitgereikt      |
| 03/12/2021 | Altenberg    | Axel Jungk           | Christopher Grotheer | Martins Dukurs       |
| 10/12/2021 | Winterberg   | Aleksandr Tretjakov  | Axel Jungk           | Christopher Grotheer |
| 17/12/2021 | Altenberg    | Martins Dukurs       | Axel Jungk           | Christopher Grotheer |
| 31/12/2021 | Sigulda      | Tomass Dukurs        | Martins Dukurs       | Jung Seung-gi        |
| 07/01/2022 | Winterberg   | Martins Dukurs       | Axel Jungk           | Aleksandr Tretjakov  |
| 14/01/2022 | Sankt Moritz | Martins Dukurs       | Alexander Gassner    | Christopher Grotheer |

### Eindstand
| #  | Atleet                 | Land | Punten |
| -- | ---------------------- | ---- | ------ |
| 1  | Martins Dukurs         | LAT  | 1623   |
| 2  | Axel Jungk             | GER  | 1551   |
| 3  | Christopher Grotheer   | GER  | 1547   |
| 4  | Nikita Tregoebov       | RUS  | 1384   |
| 5  | Vladislav Semjonov     | RUS  | 1320   |
| 6  | Alexander Gassner      | GER  | 1312   |
| 7  | Aleksandr Tretjakov    | RUS  | 1306   |
| 8  | Tomass Dukurs          | LAT  | 1249   |
| 9  | Jung Seung-gi          | KOR  | 1104   |
| 10 | Matt Weston            | GBR  | 1073   |
| 11 | Yun Sung-bin           | KOR  | 1012   |
| 12 | Geng Wenqiang          | CHN  | 991    |
| 13 | Kim Ji-soo             | KOR  | 904    |
| 14 | Samuel Maier           | AUT  | 900    |
| 15 | Amedeo Bagnis          | ITA  | 850    |
| 16 | Vladyslav Heraskevytsj | UKR  | 816    |

| #  | Atleet                  | Land | Punten |
| -- | ----------------------- | ---- | ------ |
| 17 | Mattia Gaspari          | ITA  | 788    |
| 18 | Yan Wengang             | CHN  | 748    |
| 19 | Marcus Wyatt            | GBR  | 638    |
| 20 | Ronald Auderset         | SUI  | 517    |
| 21 | Craig Thompson          | GBR  | 514    |
| 22 | Chen Wenhao             | CHN  | 420    |
| 23 | Austin Florian          | USA  | 404    |
| 24 | John Daly               | USA  | 243    |
| 25 | Basil Sieber            | SUI  | 228    |
| 26 | Alexander Schlintner    | AUT  | 214    |
| 27 | Mihail Sebastian Enache | ROU  | 213    |
| 28 | Florian Auer            | AUT  | 200    |
| 29 | Jevgeni Roekosoejev     | RUS  | 192    |
| 30 | Mark Lynch              | CAN  | 180    |
| 31 | Blake Enzie             | CAN  | 174    |
| 32 | Rin Kinoshita           | JPN  | 150    |

| #  | Atleet            | Land | Punten |
| -- | ----------------- | ---- | ------ |
| 33 | Andrew Blaser     | USA  | 120    |
| 34 | Evan Neufeldt     | CAN  | 105    |
| 35 | Nicholas Timmings | AUS  | 102    |
| 36 | Laurence Bostock  | GBR  | 88     |
| 37 | Ander Mirambell   | ESP  | 81     |
| 38 | Ben Fulker        | GBR  | 80     |
| 39 | Yin Zheng         | CHN  | 74     |
| 40 | Jean Jacques Buff | SUI  | 62     |
| 41 | Kyle Murray       | CAN  | 60     |
| 42 | Nathan Crumpton   | ASA  | 45     |
| 43 | Jared Firestone   | ISR  | 24     |
| 44 | Lucas Defayet     | FRA  | 24     |
| 45 | Dean Timmings     | AUS  | 24     |
| 46 | Elliot Brown      | AUS  | 24     |

## Vrouwen

### Uitslagen
| Datum      | Plaats       | Eerste           | Tweede                | Derde               |
| ---------- | ------------ | ---------------- | --------------------- | ------------------- |
| 19/11/2021 | Igls         | Jelena Nikitina  | Kimberley Bos         | Kim Meylemans       |
| 26/11/2021 | Igls         | Jelena Nikitina  | Kimberley Bos         | Valentina Margaglio |
| 03/12/2021 | Altenberg    | Tina Hermann     | Alina Tararytsjenkova | Janine Flock        |
| 10/12/2021 | Winterberg   | Kimberley Bos    | Tina Hermann          | Mirela Rahneva      |
| 17/12/2021 | Altenberg    | Tina Hermann     | Valentina Margaglio   | Joelia Kanakina     |
| 31/12/2021 | Sigulda      | Janine Flock     | Joelia Kanakina       | Kimberley Bos       |
| 07/01/2022 | Winterberg   | Kimberley Bos    | Jacqueline Lölling    | Jelena Nikitina     |
| 14/01/2022 | Sankt Moritz | Jaclyn Narracott | Kimberley Bos         | Mirela Rahneva      |

Belgische en Nederlandse deelname
| Deelnemer     | #1  | #2  | #3  | #4  | #5  | #6  | #7  | #8  |
| ------------- | --- | --- | --- | --- | --- | --- | --- | --- |
| Kim Meylemans | 03e | 06e | 05e | 13e | 05e | 04e | 00- | 00- |
| Kimberley Bos | 02e | 02e | 06e | 01e | 10e | 03e | 01e | 02e |

### Eindstand
| #  | Atleet                | Land | Punten |
| -- | --------------------- | ---- | ------ |
| 1  | Kimberley Bos         | NED  | 1600   |
| 2  | Janine Flock          | AUT  | 1481   |
| 3  | Jelena Nikitina       | RUS  | 1458   |
| 4  | Tina Hermann          | GER  | 1436   |
| 5  | Joelia Kanakina       | RUS  | 1290   |
| 6  | Valentina Margaglio   | ITA  | 1274   |
| 7  | Alina Tararytsjenkova | RUS  | 1202   |
| 8  | Mirela Rahneva        | CAN  | 1168   |
| 9  | Hannah Neise          | GER  | 1104   |
| 10 | Jacqueline Lölling    | GER  | 1088   |
| 11 | Jane Channell         | CAN  | 1085   |

| #  | Atleet                | Land | Punten |
| -- | --------------------- | ---- | ------ |
| 12 | Kim Meylemans         | BEL  | 1056   |
| 13 | Katie Uhlaender       | USA  | 992    |
| 14 | Kelly Curtis          | USA  | 980    |
| 15 | Megan Henry           | USA  | 956    |
| 16 | Anna Fernstädt        | CZE  | 852    |
| 17 | Jaclyn Narracott      | AUS  | 797    |
| 18 | Brogan Crowley        | GBR  | 619    |
| 19 | Nicole Rocha Silveira | BRA  | 565    |
| 20 | Laura Deas            | GBR  | 540    |
| 21 | Endija Tērauda        | LAT  | 536    |
| 22 | Lin Huiyang           | CHN  | 357    |

| #  | Atleet               | Land | Punten |
| -- | -------------------- | ---- | ------ |
| 23 | Alessia Crippa       | ITA  | 346    |
| 24 | Agathe Bessard       | FRA  | 309    |
| 25 | Kellie Delka         | PUR  | 300    |
| 26 | Zhao Dan             | CHN  | 296    |
| 27 | Kim Eun-ji           | KOR  | 208    |
| 28 | Zhu Yangqi           | CHN  | 187    |
| 29 | Leslie Stratton      | SWE  | 184    |
| 30 | Li Yuxi              | CHN  | 120    |
| 31 | Katie Tannenbaum     | ISV  | 68     |
| 32 | Carolin Alexa Andrae | SUI  | 64     |
| 33 | Alessandra Fumagalli | ITA  | 62     |

1986/1987 · 
1987/1988 · 
1988/1989 · 
1989/1990 · 
1990/1991 · 
1991/1992 · 
1992/1993 · 
1993/1994 · 
1994/1995 · 
1995/1996 · 
1996/1997 · 
1997/1998 · 
1998/1999 · 
1999/2000 · 
2000/2001 · 
2001/2002 · 
2002/2003 · 
2003/2004 · 
2004/2005 · 
2005/2006 · 
2006/2007 · 
2007/2008 · 
2008/2009 ·
2009/2010 ·
2010/2011 ·
2011/2012 ·
2012/2013 ·
2013/2014 ·
2014/2015 ·
2015/2016 ·
2016/2017 ·
2017/2018 ·
2018/2019 ·
2019/2020 ·
2020/2021 ·
2021/2022 ·
2022/2023 ·
2023/2024 ·
2024/2025
Alpineskiën ·
Biatlon ·
Bobsleeën ·
Freestyleskiën ·
Langlaufen ·
Noordse combinatie ·
Rodelen ·
Schaatsen (junioren) ·
Schansspringen ·
Shorttrack ·
Skeleton ·
Snowboarden